# Enchytraeus capitatus
Enchytraeus capitatus is een ringworm uit de familie van de Enchytraeidae. De wetenschappelijke naam van de soort is voor het eerst geldig gepubliceerd in 1957 door von Bülow.